# Rubber Johnny
Rubber Johnny és un curtmetratge o vídeo musical experimental britànic de l'any 2005 escrit, dirigit i produït per Chris Cunningham.

## Argument
La pel·lícula, presentada completament en visió infraroja, comença amb un primer pla desenfocat de Johnny (interpretat per Cunningham) balbucejant de manera incomprensible mentre és entrevistat per un home invisible. En un moment donat, Johnny murmura la paraula "ma-ma" dues vegades, després de la qual cosa l'home li pregunta si vol que entri la seva mare. Això fa que Johnny comenci a respirar de manera irregular i perdi el control, de manera que l'home li fa una injecció de sedant per calmar-lo.
El vídeo s'encén a una llum fluorescent, un ratolí que s'arrossega per una llista de crèdits en una cinta adhsiva, seguit del títol, "Rubber Johnny", que es mostra escrit en un preservatiu en un pla de reproducció al revés d'aquest tret d'un penis.
Johnny s'asseu ajagut a la seva cadira de rodes amb el seu gran cap penjant sobre la part posterior. A continuació, comença a ballar al llarg de la pista Aphex Twin "Afx237 v.7" mentre el seu chihuahua mira. El seu ball consisteix a fer trucs d'equilibri amb la seva cadira de rodes i a desviar els raigs de llum amb les mans. S'obre una porta i Johnny és interromput per una veu masculina agressiva. Durant això, Johnny està assegut dret a la cadira de rodes. La veu li crida indistintament, s'implica una bufetada a la cara de Johnny i la porta es tanca de cop.
Johnny esnifa una llarga línia de cocaïna. Crida a la foscor i després s'amaga darrere d'una porta, evitant els raigs de llum blanca. La cara de Johnny xoca repetidament contra una superfície de vidre, i cada cop trossos de la seva cara articulen la veu a la cançó. És interromput per segona vegada per la veu, després de la qual Johnny torna a reclinar-se en la seva cadira de rodes i balbuceja amb el seu chihuahua.
Els crèdits passen per una escena nocturna d'un tren que circula a la distància.

## Publicació

### Mitjans domèstics
Rubber Johnny va ser llançat en DVD per Warp el 20 de juny i el 12 de juliol de 2005. L'últim llançament incloïa un llibre de 40 pàgines sobre la pel·lícula.

## Recepció
Pascal Wyse de The Guardian s'hi va referir com a "grolleria virtuosa", afirmant que "hi ha més xoc fugaç que embruixament real. Potser, en tot el caos sinàptic, no hi ha espai perquè l'espectador pugui contactar amb els seus propis dimonis." Treble.com va enumerar la pel·lícula als seus "10 vídeos musicals terrorífics", titllant-la "tant hilarant com aterridora".